# European Association for Evolutionary Political Economy
Die European Association for Evolutionary Political Economy (EAEPE) ist eine von Sozialwissenschaftlern und Ökonomen 1989 gegründete Organisation mit Sitz in Rotterdam, Niederlande. Die bedeutendste europäische Vereinigung heterodoxer Ökonomen ist mit rund 500 Mitgliedern zugleich zweitgrößte Vereinigung von Ökonomen in Europa.
Die EAEPE fördert auf pluralistischer Basis evolutionäre, dynamische und realistische Ansätze in ökonomischer Theorie und Wirtschaftspolitik. So werden insbesondere Arbeiten in der Tradition von John Commons, Nicholas Kaldor, Michał Kalecki, William Kapp, John Maynard Keynes, Alfred Marshall, Karl Marx, Gunnar Myrdal, Edith Penrose, François Perroux, Karl Polanyi, Joan Robinson, Joseph Schumpeter, Herbert A. Simon, Adam Smith, Thorstein Veblen und Max Weber unterstützt.

## Preise
Die EAEPE vergibt jährlich drei Preise:
- Den K. William Kapp Prize für den besten Artikel im Rahmen der EAEPE Theoretical Perspectives (in Zusammenarbeit mit der William Kapp Foundation)
- Den Gunnar Myrdal Prize für die beste Monografie im Rahmen der EAEPE Theoretical Perspectives
- Den Herbert Simon Young Scholar Prize für den besten Konferenzbeitrag eines jungen Forschers